# Radschlag

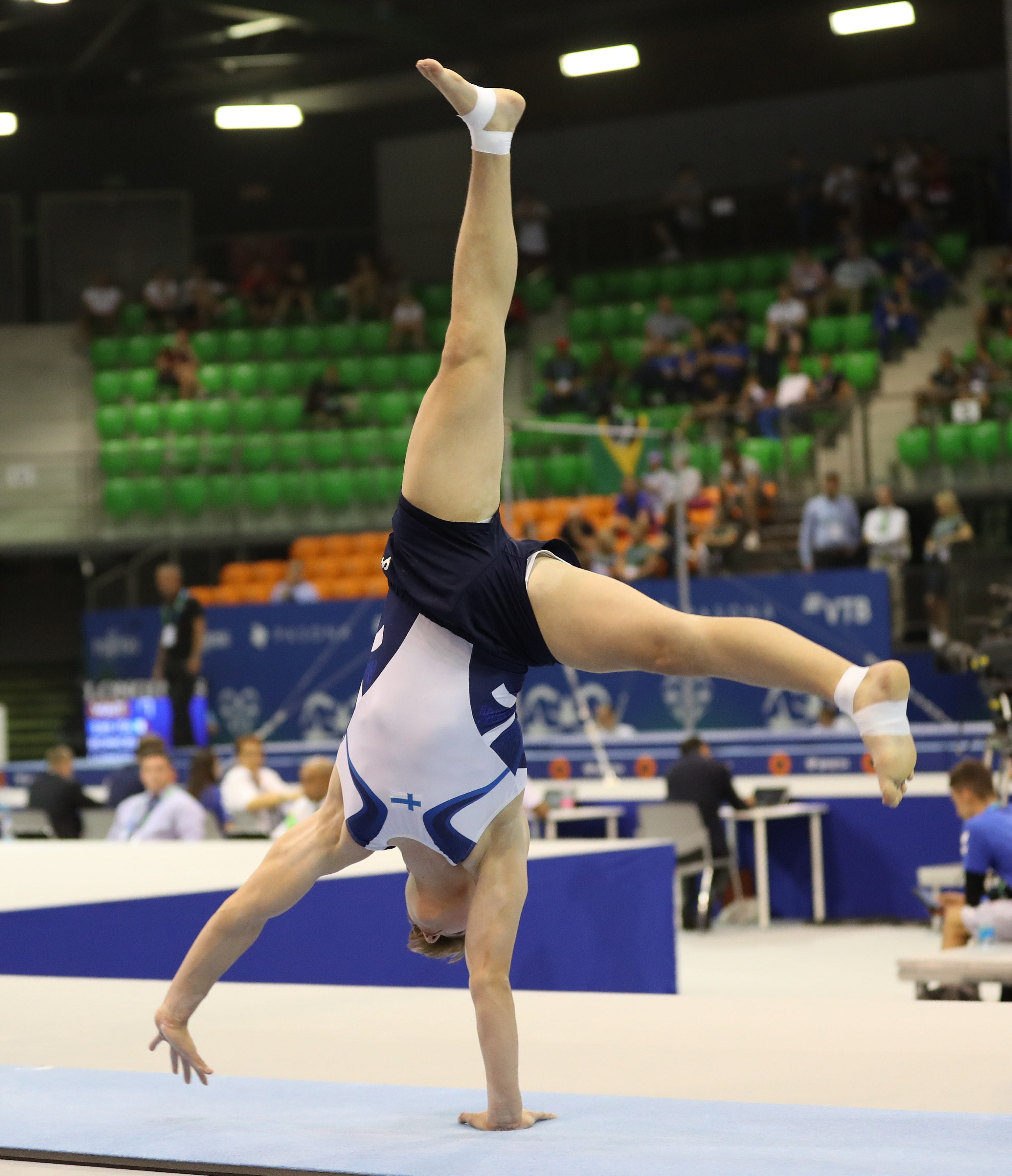
Radschlag eines Turners bei der Junioren-Weltmeisterschaft 2019

Der Radschlag (auch: Handstützüberschlag seitwärts; in der Schweiz häufig auch einfach "Rad") ist eine akrobatische Turnübung. Er ist ein seitwärts ausgeführter Überschlag, wobei Hände und Füße in jeweils größerem Abstand auf einer gedachten oder existierenden Linie (z. B. Schwebebalken) aufsetzen. Ein Radschlag ist vergleichbar mit dem Radschlagen, doch ein Radschlag wird mit größerem Schwung ausgeführt als ein Rad, das geschlagen wird, und die Füße werden in der Luft zusammengeschlagen. Wenn man sich dann noch um 90 Grad dreht, heißt es Radwende oder „Round-off“.
Unterschiedliche Variationen in der Durchführung:
- Dynamisch: Der Turner nimmt Anlauf und lässt sich seitwärts auf die ausgestreckten Hände fallen. Der Körper dreht sich dann bei ausgestreckten Beinen um die eigene Körpermitte wie bei einem Salto, der zuvor genommene Schwung reicht aus, um den Radschläger wieder in den Stand zu bringen.
- Statisch: Ohne Anlauf zunehmen, wird das Rad aus dem Ausfallschritt geturnt (dieser Schwung reicht aus). Das Rad wird gerade angeturnt und kurz über dem Boden wird der Oberkörper gedreht und über den Handstand mit gespreizten Beinen die Bewegungsfolge abgeschlossen.

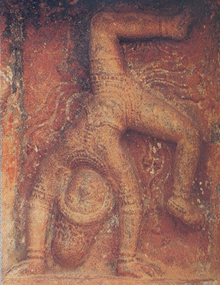
Altes indisches Relief eines Radschlägers

## Trivia
Der Düsseldorfer Radschläger ist ein Wahrzeichen der Stadt. Das Radschlagen der Kinder gilt als die älteste Tradition von Düsseldorf.